# Joseph Kanofsky
Joseph Kanofsky – rabin chasydzki z ruchu Chabad-Lubawicz, doktor literatury porównawczej, w latach 2001–2006 dyrektor Fundacji Ronalda S. Laudera w Polsce, wykładowca.
Joseph Kanofsky pochodzi z Tacoma w stanie Waszyngton, a obecnie mieszka w Toronto. W latach 1986–1998 studiował literaturoznawstwo porównawcze na Boston University. Magisterium zrobił z chrześcijańskiej interpretacji filozofii Abrahama Joshuy Heschela, a doktorat z twórczości Franza Kafki i Nachmana z Bracławia. W latach 1998–2001 odbył studia rabiniczne na Rabbinical College of America. Był osobistym sekretarzem Eliego Wiesela, działał w fundacji Wexner Graduate Fellow. W latach 2004–2009 pracował jako konsultant programu edukacyjnego w UJA–Federation of Greater Toronto. Od lipca 2009 jest rabinem gminy Kehillat Shaarei Torah w Toronto.
Joseph Kanofsky jest żonaty, ma pięciu synów i córkę.